# Нова Вадришта
Нова Вадришта (грч. Νέος Μυλότοπος, Неос Милотопос) је насељено место у општини Пела у периферији Средишња Македонија, Грчка. Према попису из 2021. године било је 1.828 становника.
Село је изграђено 1924. године где су насељене грчке избеглице из Турске. На попису из 1928. година заједно са селом Вадришта је имало 1.098 становника, а од 1940. године се води као посебно насеље када је имало 995 становника. После 1971. године грчке власти су изградиле нове куће за словенско становништво села Корнишор и Радомир, који су принудно били исељени из својих домова. На попису из 1981. године Нова Вадришта су имала 1.771 становника.